# Тарнавецький Петро Рудольфович
Петро Рудольфович Тарнавецький  (30 жовтня 1880, с. Рогиня — 9 серпня 1961, м. Львів) — львівський архітектор.

## Життєпис
Народився в селі Рогиня (нині Коломийський район, Івано-Франківська область), в родині Рудольфа Топор-Тарнавецького та Марії Сас-Білинської.
Навчався в гімназії у Чернівцях, пізніше в інженерно-будівельній школі на відділі будівництва та архітектури. Певний час працював у бюро архітектора Францішека Косинського. Вивчав право та математику у Чернівецькому університеті. Згодом перейшов на навчання до Віденської політехніки. Після завершення навчання протягом 1903–1905 років працював у Варшаві в архітектурному бюро Броніслава Чосновського. Тут брав участь у проєктуванні Торговельного банку й готелю «Savoy». 1905 року оселився у Львові. Працював у фірмі Альфреда Захаревича та Юзефа Сосновського, а у 1908–1909 роках співпрацював із фірмою Едмунда Жиховича. 15 квітня 1909 року отримав право на самостійну проєктну діяльність та створив власну проєктну фірму. Споруди довоєнного періоду стилістично належать до сецесії, або до історичних стилів, інтерпретованих у дусі модерну.
Під час першої світової війни мобілізований до австрійського війська. Перебував в Угорщині, займався будівництвом фортифікацій в Італії. По закінченню війни далі провадив роботу фірми. У проєктуванні перейшов до стилістики ар деко, а пізніше — до функціоналізму.
У 1931 році одружився з молодшою від себе на 19 років Геленою Марією Сидор, дочкою власника меблевої фабрики. Після закінчення учительської семінарі Гелена працювала шкільною вчителькою та керувала хором при школі святого Мартина. В подружжя народилися дві доньки — Марія Тереза й Гелена Зофія Владислава. Родина тоді замешкала в будинку на вулиці Кадетській, 15, а в 1939 році переїхала до будинку при вулиці Пелчинській, 41.
1940 року став членом львівського відділу Спілки архітекторів УРСР. Працював в Інституті проєктування електрифікації сільського господарства.
1955 року вийшов на пенсію.
Помер 9 серпня 1961 року у Львові, похований на Личаківському цвинтарі у родинній гробниці на полі № 1а.

## Основні роботи

### У Львові
- Проєкти будинків № 3, 5 по вулиці Архітекторській виконані 1905 року у співавторстві із Зигмунтом Федорським, під час роботи у фірмі Сосновського і Захаревича, а реалізовані 1906 року.
- Будинок на вулиці Вакарчука, 12 (1907). Проєкт виконано в бюро Казимира Жечицького[3].
- Проєкт реконструкції будинку на вулиці Коперника, 19, розроблений 1908 року для фірми Едмунда Жиховича.
- Винзавод Лейби Крампнера на Знесінні (1909).
- Житловий будинок Юзефа Лінтнера на вулиці П'ястів, 6 (нинішня вулиця Союзу Українок; співавтор Зигмунт Добжанський, 1909—1910)[4][5].
- Житловий будинок Зендера Ґрюсса на вулиці П'ястів, 8 (нинішня вулиця Союзу Українок; співавтор Зигмунт Добжанський, 1909—1910)[6][5].
- Комплекс прибуткових будинків Міхала Деметера при вулиці Тарнавського, 2, 4, 6, 8 (1910—1911)[7].
- Власний будинок Петра Тарнавецького при вулиці Тарнавського, 26, збудований за його ж проєктом у 1911—1912 роках. У ньому, впродовж 1912—1932 років, також знаходилася й проєктна фірма архітектора[8].
- Проєкт кам'яниці на вулиці Тарнавського, 38, виконаний у 1930 році. Фасад будинку оздоблений вставками в техніці сграффіто та барельєфами з зображеннями давньогрецьких богинь Флори, Помони та Діани[9].
- Вілли на вулиці Коновальця, 95, 95а (1910—1914).
- Житловий будинок при вулиці Тарнавського, 33, 35 (1922)[7].
- Житловий будинок при вулиці Тарнавського, 43 (1925)[7].
- Будинки на вулицях Остряниці, 4 та Грюнвальдській, 7.
- Реконструкція будинку з надбудовою третього поверху із мансардою на площі Маланюка, 8. Фасади оздоблено у стилі ар деко (1928—1930).
- Реставраційні роботи собору святого Юра (1929).
- Будинки на вулиці Кадетській (Героїв Майдану), 7, 9, 11, 13, 15 (1928—1931).
- Павільйон фірми «J. Słoński» на Східних торгах у стилі поміркованого функціоналізму (1935).[10].
- Найбільша споруда Східних торгів — павільйон важкої промисловості (нині — кінотеатр «Львів») (1936—1937, спільно з фірмою Міхала Уляма).
- Будинки на вулиці Вітовського, 9 (1936) і 41 (1939).
- Проєкт добудови одноповерхового магазину в подвір'ї будинку при вулиці Левицького, 4 для власника будинку Віктора Слонєвського, виконаний 21 квітня 1938 року, а реалізований 22 вересня 1938 року[11].
- Будинок на вулиці Болгарській, 1 (1939).
- Участь у реконструкції Скарбківського театру у Львові (1940—1941).
- Невстановлені роботи з реставрації колишнього домініканського костелу (1948).
- Будинки на вулицях Грецькій, 5 та Карманського, 1.

### В інших населених пунктах
- Школи у містах Риманові, Сяноку, Загужі, Посаді Ольховському (до 1925).
- Будівля головного управління школи прикордонної служби у Раві-Руській (1934).